# Neil Connery
Neil Connery (* 1. Januar 1938 in Edinburgh, Schottland; † 10. Mai 2021 ebenda) war ein britischer Schauspieler in Film und Fernsehen. Bekannt wurde er vor allem in den 1960er-Jahren durch seine Rolle in der italienischen Action-Komödie Operation „Kleiner Bruder“.

## Leben und Karriere
Der 1938 in Edinburgh geborene Neil Connery war der jüngere Bruder des Schauspielers Sean Connery (1930–2020). Durch die große Popularität seines älteren Bruders, vor allem als James-Bond-Darsteller, gelangte auch Neil Connery in den 1960er-Jahren zu einer gewissen Bekanntheit. Nach Probeaufnahmen des italienischen Produzenten Dario Sabatello engagierte er den jüngeren Bruder von Sean Connery (für eben diese Rolle) neben einigen anderen prominenten Darstellern aus dem Bond-Film-Universum wie Daniela Bianchi, Adolfo Celi, Bernard Lee oder Lois Maxwell für seinen Agentenfilm Operation „Kleiner Bruder“, inszeniert von Regisseur Alberto De Martino. Dem Film war international kein großer Erfolg beschieden, daher hatte Neil Connery in seiner späteren Darstellerlaufbahn nur noch wenige Auftritte in Film und Fernsehen, unter anderem in Gastrollen in den 1980er-Jahren wie in der Reihe The Borgias oder der schottischen Krimiserie Taggart.
Neil Connery starb am 10. Mai 2021 im Alter von 83 Jahren in seiner schottischen Heimatstadt Edinburgh.

## Filmografie

### Kino
- 1967: Operation „Kleiner Bruder“ (O. K. Connery)
- 1969: Das Loch im Himmel (The Body Stealers)
- 1984: Mad Mission 3 – Unser Mann von der Bond Street (Mad Mission 3: Our Man from Bond Street)
- 1996: The Paisley Snail (Kurzdokumentarfilm)

### Fernsehen
- 1972: Adam Smith (Fernsehserie, 1 Episode)
- 1979: Charles Endell, Esq (Fernsehserie, 1 Episode)
- 1980: Wild Boy (Fernsehfilm)
- 1980: Square Mile of Murder (Fernsehserie, 1 Episode)
- 1981: The Treachery Game (Fernsehserie, 1 Episode)
- 1981: The Borgias (Fernsehminiserie, 1 Episode)
- 1989: Taggart (Fernsehserie, 1 Episode)